# Claudio Jannet
Claudio Jannet (22 de marzo de 1844-23 de noviembre de 1894) fue un abogado y escritor francés. Era conocido por sus opiniones antimasónicas.